# 자인성당
자인성당은 대한민국의 경상북도 경산시 자인면 계정길 83-6 (서부리) 위치한 천주교 대구대교구 제2대리구 4지역의 성당이다. 1972년 10월 28일에 설립하였다.

## 같이 보기
- 천주교 대구대교구